# Nycteris aurita
Nycteris aurita és una espècie de ratpenat de la família dels nictèrids. Viu a l'Àfrica oriental (Etiòpia, Kenya, Somàlia, el Sudan, Tanzània, Uganda i Zàmbia) i els seus hàbitats naturals són la sabana i les regions desèrtiques.